# Хорхе Луїс Гонсалес
Хорхе Луїс Гонсалес (ісп. Jorge Luis González; нар. 19 жовтня 1964, Гавана, Куба) — кубинський професійний боксер, чемпіон Панамериканських ігор та Ігор Центральної Америки і Карибського басейну. 

## Аматорська кар'єра
1982 року Хорхе Луїс Гонсалес став чемпіоном Куби, завдавши у фіналі поразки Теофіло Стівенсону.
На Панамериканських іграх 1983 провів два поєдинка, здолавши Тайрелла Біггса (США) у півфіналі і Елоя Лоаіза (Венесуела) в фіналі, і отримав золоту медаль.
1986 року, здобувши дві перемоги, став чемпіоном Ігор Центральної Америки і Карибського басейну.
На Панамериканських іграх 1987 став чемпіоном вдруге, здолавши Ріддіка Боуї (США) у півфіналі і Леннокса Льюїса (Канада) у фіналі.

## Професіональна кар'єра
Дебютував на профірингу 1991 року. Здобув двадцять три перемоги поспіль.
17 червня 1995 року вийшов на бій проти чемпіона світу за версією WBO у важкій вазі Ріддіка Боуї і зазнав поразки нокаутом в шостому раунді.
В наступні роки провів ще п'ятнадцять боїв, зазнавши в них сім поразок.